# Музей изобразительных искусств Эвита
Музей изобразительных искусств Эвита (исп. Museo Superior de Bellas Artes Evita) — художественный музей в Кордове, столице одноимённой провинции Аргентины.

## Описание
Музей изобразительных искусств Эвита расположен во дворце Феррейра, особняке в стиле бозар, построенном по проекту французского архитектора Эрнеста Сансона в 1912—1916 годах для Мартина Феррейры, известного местного врача и хирурга, а также владельца известняковых карьеров и крупнейшей в то время известковой фабрики в Аргентине, располагавшейся в Малагеньо, в 24 км к западу от Кордовы.
Феррейра выбрал место для своего особняка в окрестностях развивающегося парка Сармьенто, зелёного пространства площадью 17 гектаров, созданного на восточной окраине тогдашней Кордовы и открытого в 1911 году. Последующие поколения семьи Феррейра внесли свои дополнения в интерьер дворца, в частности, появилась Императорская спальня (исп. Dormitorio Imperio), названная так потому, что мебель в ней была скопирована знаменитым парижским краснодеревщиком Кригером с той, которой пользовался некогда французский император Наполеон I.
Усадьба была экспроприирована губернатором провинции Кордова Хосе Мануэлем де ла Сотой в 2005 году. После сложного процесса реконструкции в стенах дворца 17 октября 2007 года был открыт Музей изящных искусств дворца Феррейра. По политическим соображениям в декабре того же года он был переименован в Музей изящных искусств Эвита, в честь влиятельной бывшей первой леди Аргентины, Эвы Перон.
Музей включает в себя 12 выставочных залов, библиотеку и аудиторию на 120 человек. Его коллекция состоит из более чем 500 произведений искусства, включая работы Эмилио Караффы, Хуана Карлоса Кастаньино, Гюстава Курбе, Фернандо Фадера, Франсиско Гойи, Эмилио Петторути, Пабло Пикассо, Хоакина Сорольи, Лино Энеа Спилимберго, Рикардо Суписиче и других. В музее проводятся также временные выставки.